# Dani Karavan
Dani Karavan (hebrejsky  דני קרוון‎; 7. prosince 1930 Tel Aviv – 29. května 2021 Tel Aviv) byl izraelský sochař, představitel land artu.
Byl synem krajinného architekta Abrahama Karavana. Vystudoval uměleckou školu v Jeruzalémě a v letech 1948 až 1955 žil v kibucu Har'el. Pak odešel studovat do zahraničí na Akademii krásných umění ve Florencii a na pařížské Académie de la Grande Chaumière. Jeho první významnou zakázkou byl roku 1966 reliéf Modlete se za mír v Jeruzalémě v budově Knesetu.
Patřil k prvním sochařům, kteří svá díla komponovali podle okolní krajiny. Výrazným příkladem je Památník Negevské brigády v poušti u Beer Ševy. Je také autorem sochy Tzaphon před zemským parlamentem v Düsseldorfu, Cesty lidských práv v norimberském Germanisches Nationalmuseum nebo památníku v Portbou, kde zahynul Walter Benjamin. Své pojetí architektury propojené s přírodou uplatnil v monumentálním projektu Axe majeur, hlavní tepny francouzského města Cergy, která se postupně buduje od roku 1980. V roce 2012 byl otevřen v berlínském parku Tiergarten Karavanův pomník obětem Porajmos. Vytvářel také scénické návrhy pro taneční skupinu Marthy Grahamové. Zúčastnil se Biennale di Venezia a documenty v Kasselu. Byl hostujícím pedagogem na École nationale supérieure des beaux-arts v Paříži.
Byla mu udělena Izraelská cena (1977) a Praemium Imperiale (1998), v roce 2008 se stal členem Berlínské akademie umění. Byl porotcem Mezinárodní norimberské ceny za lidská práva a v izraelské politice podporoval stranu Merec.